# بروس كامينغز
بروس كامينغز هو لاعب كرة قدم كندية كندي، ولد في 1927 في أوتاوا في كندا.